# Gyömbérfélék

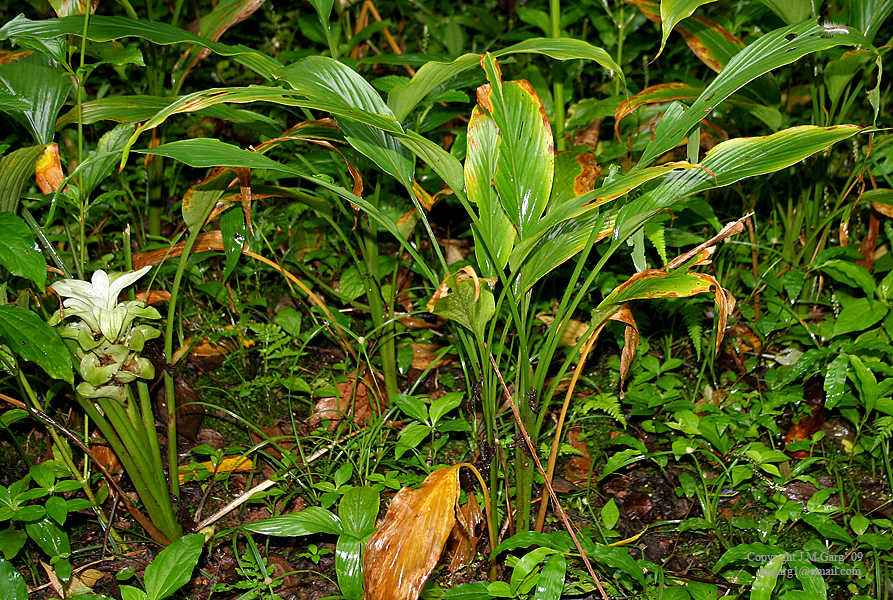
Curcuma longa

Elettaria cardamomum

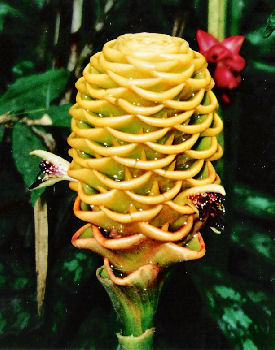
Zingiber spectabile cultivar Beehive

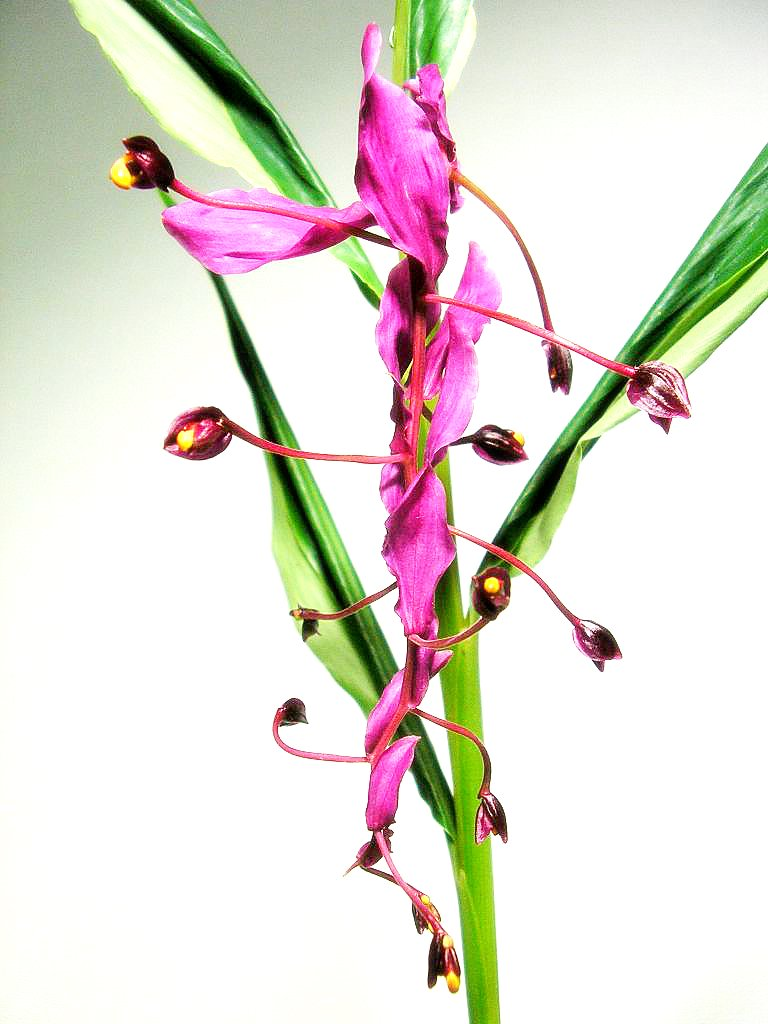
Globba inflorescence.

A gyömbérfélék (Zingiberaceae) a gyömbérvirágúak (Zingiberales) rendjének névadó családja. Korábbi rendszerekben (pl. Urania Pflanzenwelt, Hortobágyi-rendszer) a családot két alcsaládra osztották: Zingiberoideae és Costoideae. Ez utóbbi már külön család rangon szerepel a rendszerekben Costaceae néven.
A gyömbérféléknek 42 nemzetségük van, több mint 1000 fajjal. A trópusi területek növényei, rizómájukért termesztik is őket (fűszerkészítés, likőr- és sörgyártás, bonbonkészítés stb.). Levél- és termésmaradványaik a harmadkor végétől kezdve ismeretesek.

## Morfológiájuk
Évelő lágyszárú növények, vagy erőteljes évelők, rizómájuk lehet megvastagodott, burgonyagumószerű és egészen vékony, megnyúlt. Egyes alakoknak viszont húsos képletekké módosult gyökerei vannak. A gyömbérfélék áltörzset hoznak létre az egymást burkoló hüvelyszerű levélalapokból, a növény akár 6–8 m magasra is megnőhet. Érdekes függelék az ún. nyelvecske (ligula), mely a levélhüvelyeken ülő hártyás képlet, de más színű, mint maga a levél.
A virágok vagy magánosak, vagy virágzatba tömörülnek. A gyömbérek virágzata lehet füzér, de egyes fajoknál egy egész hajtásrendszer fejlődik, melyből aztán összetett forgószerű virágzat alakul ki. A virágzat olykor fenyőtoboz-szerű alakot vesz fel. A virágok kétoldali részarányosak (zigomorfia), általában hímnősek (ritka az egyivarú virág). A virág takarórendszere általában csésze- és sziromlevélre tagolódik, az előbbi alul cső alakban összeforrt. A párta keskenyebb, de szintén csőszerű, 3 sziromlevele vagy teljesen egyforma, vagy pedig a hátoldali valamivel nagyobba másik kettőnél. Igen tipikus a gyömbérfélék porzótájának kialakulása. Az összes porzó között mindig csak egy termékeny akad, csatlója egy, a portok fölé emelkedő nyúlványban folytatódik. Ezzel szemben helyezkedik el egy sztaminódiummá módosult porzó, mely tulajdonképpen a belső porzókör két összenőtt porzójából jött létre; ez az ún. ajak (labellum). A külső porzókör 3 porzója is sztaminódiummá módosult, de tovább  egyszerűsödve fog- és serteszerű képletekké alakultak. A ginőceum egy 3 makrosporifillumból összenőtt termőlevélből áll, alsó állású, 1, 2 vagy 3 rekeszű. A bibe alját a pártacső, majd a porzószál övezi, a bibe pedig a két portok közé illeszkedik. A bibe csúcsa bemélyedt, gyakran pillás. Nektármirigyeik (nectarium) is vannak.
Termésük tok, egy-két nemzetségben viszont bogyószerű. A mag kevés endospermiumot tartalmaz, a maghéj olykor igen különleges alakú.

## Gyömbérfélék
- Alcsalád Siphonochiloideae
  - Törzs Siphonochileae
    - Siphonochilus
- Alcsalád Tamijioideae
  - Törzs Tamijieae
    - Tamijia
- Alcsalád Alpinioideae
  - Törzs Alpinieae
    - Aframomum
    - Alpinia
    - Amomum
    - Aulotandra
    - Cyphostigma
    - Elettaria - Kardamom
    - Elettariopsis
    - Etlingera
    - Geocharis
    - Geostachys
    - Hornstedtia
    - Leptosolena
    - Paramomum
    - Plagiostachys
    - Renealmia
    - Siliquamomum
    - Vanoverberghia

  - Törzs Riedelieae
    - Burbidgea
    - Pleuranthodium
    - Riedelia
    - Siamanthus
- Alcsalád Zingiberoideae
  - Törzs Zingibereae
    - Boesenbergia
    - Camptandra
    - Caulokaempferia (Incertae Sedis)
    - Cautleya
    - Cornukaempferia
    - Curcuma - Kurkuma
    - Curcumorpha
    - Distichochlamys
    - Haniffia
    - Haplochorema
    - Hedychium
    - Hitchenia
    - Kaempferia
    - Laosanthus
    - Nanochilus
    - Paracautleya
    - Parakaempferia
    - Pommereschea
    - Pyrgophyllum
    - Rhynchanthus
    - Roscoea
    - Scaphochlamys
    - Smithatris
    - Stadiochilus
    - Stahlianthus
    - Zingiber - Gyömbér

  - Törzs Globbeae
    - Gagnepainia
    - Globba
    - Hemiorchis